# Ruggero Accrocciamuro
Ruggero Accrocciamuro, detto Ruggerone Accrocciamuro (1440 – Pratola Peligna, giugno 1496), è stato un condottiero italiano, conte di Celano e barone di Carapelle Calvisio.

## Biografia
Nato nel 1440 come figlio primogenito di Lionello Accrocciamuro e Jacovella da Celano, venne avviato sin da giovane alla carriera militare.
Nel 1458, mortogli il padre, entrò in un duro e lungo conflitto con la madre per l'eredità. Nel novembre 1462 invase insieme a Jacopo Piccinino la contea di Celano, riuscendo ad imprigionare la madre e ad impossessarsi dei feudi. L'anno seguente fu costretto a liberare la madre; successivamente gli vennero confiscati i feudi in favore della figlia del re del Regno di Napoli Ferrante d'Aragona, Maria, moglie del duca di Amalfi Antonio Piccolomini, entrando così in conflitto col sovrano.
Dopo aver attaccato Sulmona e Balsorano, si trasferì nel 1467 in Francia, entrando al servizio del duca di Borgogna Carlo il Temerario. Prese quindi parte con Cola di Monforte e Jacopo Capece Galeota agli assedi di Neuss, Conflans-Sainte-Honorine e Nancy, perdendo quest'ultimo scontro.
Nel 1486 fece ritorno in Italia e, grazie all'aiuto del condottiero Giovanni della Rovere, riuscì a recuperare la contea di Celano; nel giugno dello stesso anno venne sconfitto da Gentile Virginio Orsini e costretto a far ritorno in Francia.
Nel 1495 ridiscese in Italia al seguito di Carlo VIII di Valois ed assediò il Castel Nuovo di Napoli. Nel giugno 1496, venuto in contrasto con i Piccolomini per via delle sue pretese sulla contea di Celano, a Pratola Peligna fu ucciso con due colpi di spada da Alfonso Piccolomini e con lui si estinse la sua famiglia (Pietro ed Isabella, fratello e sorella di Ruggero, non ebbero una propria discendenza, mentre lo stesso Ruggero non si sposò ed ebbe tre figli illegittimi, Lionello, Giovanni e Ruggerone, i quali reclamarono invano i loro diritti feudali sulla contea di Celano).

## Ascendenza
|                                |                  |                          | Genitori               |  |  | Nonni |  |  | Bisnonni |  |  | Trisnonni |  |
|                                |                  |                          |                        |  |  |       |  |  | ?        |  |  | ?         |  |
|                                |                  |                          |                        |  |  |       |  |  | ?        |  |  | ?         |  |
|                                |                  | ?                        |                        |  |  |       |  |  | ?        |  |  |           |  |
| Rinaldo/Riccardo Accrocciamuro |                  |                          |                        |  |  |       |  |  | ?        |  |  |           |  |
|                                |                  | ?                        | ?                      |  |  |       |  |  |          |  |  |           |  |
|                                |                  | ?                        | ?                      |  |  |       |  |  |          |  |  |           |  |
|                                |                  | ?                        | ?                      |  |  |       |  |  |          |  |  |           |  |
| Lionello Accrocciamuro         |                  | ?                        |                        |  |  |       |  |  |          |  |  |           |  |
|                                |                  | Giovanni Antonio Caldora | "Raimondaccio" Caldora |  |  |       |  |  |          |  |  |           |  |
|                                |                  | Giovanni Antonio Caldora | "Raimondaccio" Caldora |  |  |       |  |  |          |  |  |           |  |
|                                |                  | Giovanni Antonio Caldora | Luisa d'Anversa        |  |  |       |  |  |          |  |  |           |  |
| ? Caldora                      |                  | Giovanni Antonio Caldora |                        |  |  |       |  |  |          |  |  |           |  |
|                                |                  | Rita Cantelmo            | Giacomo Cantelmo       |  |  |       |  |  |          |  |  |           |  |
|                                |                  | Rita Cantelmo            | Giacomo Cantelmo       |  |  |       |  |  |          |  |  |           |  |
|                                |                  | Rita Cantelmo            | ?                      |  |  |       |  |  |          |  |  |           |  |
| Ruggero Accrocciamuro          |                  | Rita Cantelmo            |                        |  |  |       |  |  |          |  |  |           |  |
|                                | Pietro da Celano | Ruggero da Celano        |                        |  |  |       |  |  |          |  |  |           |  |
|                                | Pietro da Celano | Ruggero da Celano        |                        |  |  |       |  |  |          |  |  |           |  |
|                                | Pietro da Celano | Francesca de Haya        |                        |  |  |       |  |  |          |  |  |           |  |
| Nicolò da Celano               | Pietro da Celano |                          |                        |  |  |       |  |  |          |  |  |           |  |
|                                |                  | ?                        | ?                      |  |  |       |  |  |          |  |  |           |  |
|                                |                  | ?                        | ?                      |  |  |       |  |  |          |  |  |           |  |
|                                |                  | ?                        | ?                      |  |  |       |  |  |          |  |  |           |  |
| Jacovella da Celano            |                  | ?                        |                        |  |  |       |  |  |          |  |  |           |  |
|                                |                  | Giacomo Marzano          | Roberto Marzano        |  |  |       |  |  |          |  |  |           |  |
|                                |                  | Giacomo Marzano          | Roberto Marzano        |  |  |       |  |  |          |  |  |           |  |
|                                |                  | Giacomo Marzano          | ?                      |  |  |       |  |  |          |  |  |           |  |
| Maria Marzano                  |                  | Giacomo Marzano          |                        |  |  |       |  |  |          |  |  |           |  |
|                                |                  | Caterina Sanseverino     | Ruggero Sanseverino    |  |  |       |  |  |          |  |  |           |  |
|                                |                  | Caterina Sanseverino     | Ruggero Sanseverino    |  |  |       |  |  |          |  |  |           |  |
|                                |                  | Caterina Sanseverino     | Marchesa del Balzo     |  |  |       |  |  |          |  |  |           |  |
|                                |                  | Caterina Sanseverino     |                        |  |  |       |  |  |          |  |  |           |  |